# Argilloecia lunata
Argilloecia lunata is een mosselkreeftjessoort uit de familie van de Pontocyprididae. De wetenschappelijke naam van de soort is voor het eerst geldig gepubliceerd in 1982 door Frydl.